# Vailly-sur-Sauldre
Vailly-sur-Sauldre is een gemeente in het Franse departement Cher (regio Centre-Val de Loire) en telt 914 inwoners (2005). De plaats maakt deel uit van het arrondissement Bourges.

## Geografie
De oppervlakte van Vailly-sur-Sauldre bedraagt 18,4 km², de bevolkingsdichtheid is 49,7 inwoners per km².
De onderstaande kaart toont de ligging van Vailly-sur-Sauldre met de belangrijkste infrastructuur en aangrenzende gemeenten.

## Demografie
Onderstaande figuur toont het verloop van het inwonertal (bron: INSEE-tellingen).